# Benson & Hedges Centennial Open 1993
L'Heineken Open 1993  è stato un torneo di tennis giocato sul cemento.
È stata la 37ª edizione dell'Heineken Open,che fa parte della categoria World Series nell'ambito dell'ATP Tour 1993.
Si è giocato all'ASB Tennis Centre di Auckland in Nuova Zelanda, dall'11 al 18 gennaio 1993.

## Campioni

### Singolare
Aleksandr Volkov ha battuto in finale  MaliVai Washington con il punteggio di 7–6(2), 6–4.

### Doppio
Grant Connell /  Patrick Galbraith hanno battuto in finale  Alex Antonitsch /  Aleksandr Volkov con il punteggio di 6–3, 7–6.